# Títeres (Ñu)
Títeres es el duodécimo álbum de estudio de Ñu, editado en 2003.
Este fue el segundo trabajo de la banda para el sello madrileño PIES, e incluye una adaptación en castellano del "Have You Ever Seen the Rain?" de Creedence Clearwater Revival (retitulado como "Has visto alguna vez caer la lluvia").

## Temas
1. Soy él - 4:20
2. Te seguiré - 4:07
3. Mono - 4:00
4. Hot Show Girls - 4:07
5. Sólo por ti (Hago Rock & Roll) - 3:21
6. Todo por la pinta - 4:15
7. Has visto alguna vez caer la lluvia - 3:14
8. Tormenta de pasión - 4:50
9. Piérdete - 3:10
10. Títeres - 4:40
11. Ídolo - 4:33
12. El canto del gallo - 5:50